# Route 265 (Nouveau-Brunswick)
Pour les articles homonymes, voir Route 265.
La route 265 est une route locale du Nouveau-Brunswick située dans le nord-ouest de la province, dans la région de Kedgwick-Saint-Quentin, longue de 13 kilomètres. Elle est pavée sur toute sa longueur, et traverse les municipalités de Kedgwick River, Six-Milles, Quatre-Milles et Rang-Double-Nord.

## Tracé
La 265 débute à Kedgwick River, alors qu'elle traverse la rivière Restigouche. Elle est la suite de la route d'accès aux ressources Falls Brook.
La 265 commence par passer près de Kedgwick River, puis elle se dirige vers l'est pendant 10 kilomètres en traversant Six-Milles et Quatre-Milles. Elle bifurque ensuite vers le sud à une intersection en croix au nord de Rang-Double-Nord (intersection route 265/Ch. Range 5 et 6/Ch. du Moulin), puis elle traverse Rang-Double-Nord avant de se terminer sur la route 17, 2 kilomètres à l'ouest de Kedgwick et 15 kilomètres au nord de Saint-Quentin. 

## Intersections principales
| Route 265         |                  |    |                                                             |                                            |
| Comté             | Location         | km | Intersection/Destinations                                   | Notes                                      |
| Restigouche       | Kedgwick River   | 0  | Traverse de la rivière Restigouche                          | Début de la 265                            |
| Restigouche       | Rang-Double-Nord | 10 | Chemin Range 5 et 6; Chemin du Moulin est, Rang-Sept        | La 265 bifurque vers le sud (virage à 90°) |
| Restigouche       | Rang-Double-Nord | 13 | R-17, Saint-Quentin, Saint-Léonard, Edmundston, Campbellton | Fin de la 265; intersection en T           |
| Bleu: Cours d'Eau |                  |    |                                                             |                                            |